# Saki's en oeakari's
De saki's en oeakari's (Pitheciinae) zijn een onderfamilie van primaten uit de familie sakiachtigen (Pitheciidae). De wetenschappelijke naam van de onderfamilie werd voor het eerst geldig gepubliceerd door St. George Jackson Mivart in 1865.

## Taxonomie
Deze onderfamilie bestaat uit 3 levende geslachten met 26 soorten.
- Onderfamilie: Pitheciinae (Saki's en oeakari's) (26 soorten)
  - Geslacht: Cacajao (Oeakari's) (8 soorten)
    - Soort: Cacajao amuna
    - Soort: Cacajao ayresi
    - Soort: Cacajao calvus (Gewone oeakari)
    - Soort: Cacajao hosomi
    - Soort: Cacajao melanocephalus (Zwartkopoeakari)
    - Soort: Cacajao novaesi
    - Soort: Cacajao rubicundus
    -  Soort: Cacajao ucayalii

  - Geslacht: Chiropotes (Baardsaki's) (5 soorten)
    - Soort: Chiropotes albinasus (Witneussaki)
    - Soort: Chiropotes chiropotes (Westelijke roodrugsaki)
    - Soort: Chiropotes sagulatus (Oostelijke roodrugsaki)
    - Soort: Chiropotes satanas (Baardsaki)
    -  Soort: Chiropotes utahicki

  -  Geslacht: Pithecia (Saki's) (13 soorten)
    - Soort: Pithecia aequatorialis (Equatoriale saki)
    - Soort: Pithecia albicans (Gele saki)
    - Soort: Pithecia cazuzai
    - Soort: Pithecia chrysocephala
    - Soort: Pithecia hirsuta
    - Soort: Pithecia inusta
    - Soort: Pithecia irrorata (Kaalgezichtsaki)
    - Soort: Pithecia isabela
    - Soort: Pithecia milleri
    - Soort: Pithecia monachus (Monnikssaki)
    - Soort: Pithecia napensis
    - Soort: Pithecia pithecia (Witgezichtsaki)
    -  Soort: Pithecia vanzolinii